# BK Borisfen Mahiljow
BK Borisfen Mahiljow (Wit-Russisch: Баскетбольный клуб Барысфэн Магілёў) is een professionele basketbalclub uit Mahiljow, Wit-Rusland welke speelt in de Wit-Russische Major Liga.

## Geschiedenis
De club werd heropgericht op 3 september 2010 als BK Borisfen Mahiljow. Dit gebeurde toen Temp-OSHVSM Mahiljow werd opgeheven. Haar grootste concurrent is Tsmoki-Minsk. Borisfen Mahiljow werd vier keer tweede om het kampioen van Wit-Rusland in 2018, 2019, 2020 en 2022. Ook werden ze vijf keer derde in 2015, 2016, 2017, 2023 en 2024. Borisfen Mahiljow won één de finale om de Beker van Wit-Rusland in 2023. Ook verloor Borisfen Mahiljow vijf keer de finale om de Beker van Wit-Rusland in 2015, 2017, 2018, 2019 en 2020. In 2020 werden ze derde in de Euraziatische League.

## Erelijst
- Landskampioen Wit-Rusland:
  - Tweede: 2018, 2019, 2020, 2022
  - Derde: 2015, 2016, 2017, 2023, 2024

- Bekerwinnaar Wit-Rusland: 1
  - Winnaar: 2023
  - Runner-up: 2015, 2017, 2018, 2019, 2020

- Euraziatische League:
  - Derde: 2020

## Bekende (oud)-coaches
- Andrej Krivonos

## Bekende (oud)-spelers
- Devin Johnson
- Darol Hernandez-Zinenko
- Taylor Adway